# کاناندی گوا (نیویورک)
کاناندی گوا (به انگلیسی: Canandaigua) شهری در شهرستان اونتاریو ایالت نیویورک است که در سرشماری سال ۲۰۱۰ میلادی، ۱۱۲۶۴ نفر جمعیت داشته است. کاناندی گوا، به‌طور رسمی در تاریخ ۱۹۱۳ میلادی به‌عنوان یک شهر شناخته شد.

## تعریف کلی
(کاناندی گوا در توسکارورا) مرکز سیاسی-اداری شهرستان انتاریو، نیویورک، ایالات متحده است. جمعیت آن در سرشماری سال ۲۰۲۰، ۱۰۵۴۵ نفر بوده است.این شهر مرکز شهرستان انتاریو است. برخی از دفاتر اداری در شهرستان در شهر مجاور یعنی هوپ‌ول‌ هستند. نام کاناندی گوا از نام سینِکا، روستای تاریخی آن در اینجا گرفته شده است که به اشکال مختلف کاناندارکوئه، گاناندوگان، گا-نان-دا-گوا یا کونوندای گوا نوشته شده است، که مدت ها قبل از آمدن آمریکایی های اروپایی، سبک اروپایی در این منطقه ایجاد شده است. در رونویسی مدرن، روستای تاریخی به صورت تِگانان داگوآن ترجمه شده است که به معنای «مکان انتخاب شده برای سکونتگاه» یا «در شهر انتخاب شده» است.
این شهر توسط شهر کانانداگوآی احاطه شده است. شهر کاناندایگوا در انتهای شمالی دریاچه کاناندایگوا، یکی از دریاچه‌های فینگر، در ۲۴ مایلی (۳۹ کیلومتر) جنوب شرقی روچستر، ۶۸ مایلی (۱۰۹ کیلومتر) غرب سیراکیوز، و ۹۳ مایلی(۱۵۰ کیلومتر) شرق بوفالو قرار دارد. بخش‌هایی از شش شهر مجاور نیز آدرس پستی کانانداگوآ و کد پستی ۱۴۴۲۴ را به اشتراک می‌گذارند.

## تاریخچه

### بررسی اجمالی
در اواسط قرن نوزدهم کاناندی گوآ در نزدیکی دریاچه کاناندی گوآ در محل روستای تاریخی سنکا گاناندوگان توسعه یافت و یک اتصال راه آهن مهم و بندر اصلی چندین قایق بخار بود که در دریاچه کار می کردند. پس از جنگ داخلی، صنایع محلی شامل دو کارخانه آجرسازی، شرکت تولید لیسک، چندین آسیاب و آبجوسازی برجسته منطقه ای مک کچنی بود. شهر شایر در شهرستان اصلی در غرب نیویورک، کاناندی گوآ، محل محاکمه سوزان بی.آنتونی در سال ۱۸۷۳ به اتهام رأی دادن غیرقانونی بود، زیرا فقط مردان مجاز به رأی دادن بودند. در قرن بیست و یکم، این شهر مرکزی برای تجارت، دولت، مراقبت های بهداشتی و آموزش است. کاناندای گوآ خانه برندهای صورت فلکی است که به عنوان شرکت شراب کاناندی گوآ تأسیس شده است که شراب محلی را تولید می کند. کالج علوم اجتماعی فینگر لیکس؛ سیستم سلامت تامپسون؛ برندهای صورت فلکی–مرکز هنرهای نمایشی ماروین سندز(CMAC)؛ خانه گرنجر; Canandaigua Lady Paddle-wheel قایق تور; و باغ های سوننبرگ و پارک تاریخی ایالتی عمارت.